# Столкновение над Ленинградом (1952)
Столкновение над Ленинградом в 1952 году — авиационная катастрофа, произошедшая 5 октября 1952 года в небе над Гатчинским районом Ленинградской области, во время которой столкнулись Ил-12 и ТС-62, в результате которой погиб 31 человек.

## Самолёты
Ил-12 с бортовым номером СССР-Л1328 (заводской —30054, производства ММЗ «Знамя Труда») совершал рейс 376 из Сочи в Ленинград. Пилотировал его экипаж, состоящий из командира Виктора Павлова, второго пилота Сергея Курицына, бортмеханика Константина Поливанова и бортрадиста Александра Соколова. В салоне работала стюардесса Тамара Селяво. В 13:39 Ил-12 вылетел из Минска — последней промежуточной остановки, после чего занял высоту 1800 метров, летя при этом в облаках. На его борту находились 24 пассажира.
Над Ленинградом небо было полностью затянуто тучами, была дымка, а видимость составляла 2 километра. Сохраняя высоту 1800 метров, Ил-12 вошёл в зону ленинградского аэропорта Шоссейная по воздушному коридору № 2. В это время из самого аэропорта вылетел ТС-62 (переделка из С-47) с бортовым номером СССР-Л1055 (заводской — 45-970). Данный самолёт выполнял рейс 381 из Ленинграда в Одессу с первой промежуточной посадкой в Минске. Пилотировал его экипаж в составе командира Муртазы Халикова, второго пилота Александра Наумова, бортмеханика Бориса Балашова и бортрадиста Юрия Алексеева. На борту находились 3 пассажира. После вылета самолёт занял высоту 900 метров и по коридору № 2 направился на выход из Ленинградской воздушной зоны.

## Катастрофа
Руководитель полётов, он же — начальник аэропорта Шоссейная, наблюдал по обзорному радиолокатору, что самолёты направляются друг к другу, находясь на одной прямой. Тем не менее, он дал команду экипажу Ил-12 осуществлять спуск до 1200 метров, а экипажу ТС-62 — подниматься до 2700 метров. Диспетчер предупредил руководителя полётов, что такое пересечение эшелонов недопустимо, однако тот его успокоил, сказав: не беспокойтесь, я за ними слежу и я отвечаю. Однако и командир Ил-12 выразил тревогу, что его высоту будет пересекать встречный самолёт, на что начальник аэропорта ему ответил: вас обоих вижу, слежу за вами. После этого пилоты обоих самолётов начали выполнять полученные команды: Ил-12 — на спуск, ТС-62 — на подъём.
В 16:02, летя в облаках навстречу друг другу, примерно в 25 километрах от аэропорта самолёты столкнулись правыми плоскостями (крыльями), после чего рухнули вниз и взорвались близ деревни Скворицы (Гатчинский район Ленинградской области). ТС-62 упал всего в 250 метрах северо-восточнее её, а Ил-12 — в 1200 метрах северо-северо-восточнее от ТС-62. Части их правых крыльев упали севернее деревни. Все находившиеся в обоих самолётах 9 членов экипажей и 22 пассажира погибли.

## Причина
Причиной катастрофы стало грубое нарушение правил эшелонирования руководителем полётов, который проигнорировал замечания диспетчера и экипажа Ил-12, а видя по радару сближение обоих самолётов, не принял никаких мер по их разведению.